# Шаар, Матиас
Матиас Шаар (1817 год — 1867 год) — бельгийский математик, доктор наук гентского университета.
С 1845 года профессор математики в Атенее и Генте. В 1858 году — ординарный профессор математики в Люттихе, в 1864 году снова возвратился в Гент. 
В 1842 году Шаар поместил в I томе «Мемуаров Брюссельского университета» первую статью: «Emploi de la vapeur comme force motrice». Избранный сначала в корреспонденты, а потом и в члены брюссельской академии наук, Шаар все другие работы помещал исключительно в ее изданиях. Так, в «Mé moires des sav. étrang» помещены: «Mémoire sur la théorie des intégrales eulériennes» (XXII, 1848 год); «Mémoire sur la convergence d'une certaine classe de séries»  (там же); «Mémoire sur la théorie des résidus quadratiques» (XXIV, 1852 год); «Memoire sur les oscillations du pendule en ayant égard à la rotation de la terre» (XXVI, 1855 год); в «Бюллетень бельгийской академии»": «Sur les expressions des racinesdes nombresentiers en produits infinis» (XIII, 1846 год); «Sur la transformation d'une certaine classe d'inrégrales défini es» (там же); «Ré duction d'une intégrale multiple» (XV, 1848 год); «Sur les propriétés dont jouissent les produits infinis qui expriment les racines des nombres entiers» (XVI, 1849 год); «Sur la réduction de l'expression  en fractions continues» (XVII, 1850 год); «Sur la division ordonnée de Fournier et sur son application à l'extraction de la racine carrée» (XVIII, 1851 год); «Variation des éléments des orbites planétaires» (VI и VII, 1859 год) и некоторые другие.